# Lista planetelor minore/33501–33600
Aceasta este Lista planetelor minore/33501–33600; pentru a naviga prin lista completă vezi Lista planetelor minore.
Pentru ale detalii vezi și Proiect:Astronomie sau Portal:Astronomie.
| Nume                | Denumire provizorie | Data descoperirii | Locul descoperirii     | Descoperitor(i)            |
| ------------------- | ------------------- | ----------------- | ---------------------- | -------------------------- |
| 33501 -             | 1999 GJ20           | 15 aprilie 1999   | Socorro                | LINEAR                     |
| 33502 -             | 1999 GM20           | 15 aprilie 1999   | Socorro                | LINEAR                     |
| 33503 -             | 1999 GS20           | 15 aprilie 1999   | Socorro                | LINEAR                     |
| 33504 -             | 1999 GT20           | 15 aprilie 1999   | Socorro                | LINEAR                     |
| 33505 -             | 1999 GZ21           | 7 aprilie 1999    | Socorro                | LINEAR                     |
| 33506 -             | 1999 GM23           | 6 aprilie 1999    | Socorro                | LINEAR                     |
| 33507 -             | 1999 GT23           | 6 aprilie 1999    | Socorro                | LINEAR                     |
| 33508 -             | 1999 GH25           | 6 aprilie 1999    | Socorro                | LINEAR                     |
| 33509 -             | 1999 GB27           | 7 aprilie 1999    | Socorro                | LINEAR                     |
| 33510 -             | 1999 GM31           | 7 aprilie 1999    | Socorro                | LINEAR                     |
| 33511 -             | 1999 GW32           | 12 aprilie 1999   | Socorro                | LINEAR                     |
| 33512 -             | 1999 GM33           | 12 aprilie 1999   | Socorro                | LINEAR                     |
| 33513 -             | 1999 GE34           | 6 aprilie 1999    | Socorro                | LINEAR                     |
| 33514 -             | 1999 GF34           | 6 aprilie 1999    | Socorro                | LINEAR                     |
| 33515 -             | 1999 GM34           | 6 aprilie 1999    | Socorro                | LINEAR                     |
| 33516 -             | 1999 GO34           | 6 aprilie 1999    | Socorro                | LINEAR                     |
| 33517 -             | 1999 GT34           | 6 aprilie 1999    | Socorro                | LINEAR                     |
| 33518 -             | 1999 GH35           | 6 aprilie 1999    | Socorro                | LINEAR                     |
| 33519 -             | 1999 GL36           | 12 aprilie 1999   | Socorro                | LINEAR                     |
| 33520 -             | 1999 GE38           | 12 aprilie 1999   | Socorro                | LINEAR                     |
| 33521 -             | 1999 GK40           | 12 aprilie 1999   | Socorro                | LINEAR                     |
| 33522 -             | 1999 GQ40           | 12 aprilie 1999   | Socorro                | LINEAR                     |
| 33523 -             | 1999 GT41           | 12 aprilie 1999   | Socorro                | LINEAR                     |
| 33524 -             | 1999 GM48           | 7 aprilie 1999    | Anderson Mesa          | LONEOS                     |
| 33525 -             | 1999 GG53           | 11 aprilie 1999   | Anderson Mesa          | LONEOS                     |
| 33526 -             | 1999 GG55           | 6 aprilie 1999    | Kitt Peak              | Spacewatch                 |
| 33527 -             | 1999 GJ55           | 7 aprilie 1999    | Kitt Peak              | Spacewatch                 |
| 33528 Jinzeman      | 1999 HL             | 17 aprilie 1999   | Ondřejov⁠(d)            | P. Pravec⁠(d)               |
| 33529 Henden        | 1999 HA1            | 19 aprilie 1999   | Fountain Hills⁠(d)      | C. W. Juels⁠(d)             |
| 33530 -             | 1999 HH1            | 19 aprilie 1999   | Reedy Creek            | J. Broughton⁠(d)            |
| 33531 -             | 1999 HG2            | 20 aprilie 1999   | Višnjan Observatory⁠(d) | K. Korlević, M. Jurić⁠(d)   |
| 33532 Gabriellacoli | 1999 HV2            | 18 aprilie 1999   | San Marcello⁠(d)        | A. Boattini⁠(d), L. Tesi⁠(d) |
| 33533 -             | 1999 HV3            | 19 aprilie 1999   | Woomera⁠(d)             | F. B. Zoltowski⁠(d)         |
| 33534 -             | 1999 HL9            | 17 aprilie 1999   | Socorro                | LINEAR                     |
| 33535 -             | 1999 HS9            | 17 aprilie 1999   | Socorro                | LINEAR                     |
| 33536 -             | 1999 HU9            | 17 aprilie 1999   | Socorro                | LINEAR                     |
| 33537 -             | 1999 HJ10           | 17 aprilie 1999   | Socorro                | LINEAR                     |
| 33538 -             | 1999 HR10           | 17 aprilie 1999   | Socorro                | LINEAR                     |
| 33539 -             | 1999 HU10           | 17 aprilie 1999   | Socorro                | LINEAR                     |
| 33540               | 1999 JH3            | 7 mai 1999        | Nachi-Katsuura⁠(d)      | Y. Shimizu⁠(d), T. Urata    |
| 33541               | 1999 JF6            | 11 mai 1999       | Nachi-Katsuura         | Y. Shimizu, T. Urata       |
| 33542 -             | 1999 JZ7            | 12 mai 1999       | Socorro                | LINEAR                     |
| 33543 -             | 1999 JR8            | 13 mai 1999       | Reedy Creek            | J. Broughton⁠(d)            |
| 33544 Jerold        | 1999 JY8            | 15 mai 1999       | Fountain Hills⁠(d)      | C. W. Juels⁠(d)             |
| 33545 -             | 1999 JV9            | 8 mai 1999        | Catalina               | CSS                        |
| 33546 -             | 1999 JM10           | 8 mai 1999        | Catalina               | CSS                        |
| 33547 -             | 1999 JZ12           | 15 mai 1999       | Catalina               | CSS                        |
| 33548 -             | 1999 JC13           | 10 mai 1999       | Višnjan Observatory⁠(d) | K. Korlević                |
| 33549 -             | 1999 JS13           | 10 mai 1999       | Socorro                | LINEAR                     |
| 33550 -             | 1999 JQ14           | 10 mai 1999       | Socorro                | LINEAR                     |
| 33551 -             | 1999 JB15           | 12 mai 1999       | Socorro                | LINEAR                     |
| 33552 -             | 1999 JN15           | 15 mai 1999       | Catalina               | CSS                        |
| 33553 Nagai         | 1999 JQ17           | 11 mai 1999       | Nanyo⁠(d)               | T. Okuni⁠(d)                |
| 33554 -             | 1999 JU17           | 10 mai 1999       | Socorro                | LINEAR                     |
| 33555 -             | 1999 JV19           | 10 mai 1999       | Socorro                | LINEAR                     |
| 33556 -             | 1999 JR20           | 10 mai 1999       | Socorro                | LINEAR                     |
| 33557 -             | 1999 JC22           | 10 mai 1999       | Socorro                | LINEAR                     |
| 33558 -             | 1999 JN22           | 10 mai 1999       | Socorro                | LINEAR                     |
| 33559 -             | 1999 JK23           | 10 mai 1999       | Socorro                | LINEAR                     |
| 33560 -             | 1999 JN23           | 10 mai 1999       | Socorro                | LINEAR                     |
| 33561 -             | 1999 JA24           | 10 mai 1999       | Socorro                | LINEAR                     |
| 33562 -             | 1999 JO24           | 10 mai 1999       | Socorro                | LINEAR                     |
| 33563 -             | 1999 JV24           | 10 mai 1999       | Socorro                | LINEAR                     |
| 33564 -             | 1999 JP25           | 10 mai 1999       | Socorro                | LINEAR                     |
| 33565 -             | 1999 JY25           | 10 mai 1999       | Socorro                | LINEAR                     |
| 33566 -             | 1999 JZ25           | 10 mai 1999       | Socorro                | LINEAR                     |
| 33567 -             | 1999 JV27           | 10 mai 1999       | Socorro                | LINEAR                     |
| 33568 -             | 1999 JN29           | 10 mai 1999       | Socorro                | LINEAR                     |
| 33569 -             | 1999 JM30           | 10 mai 1999       | Socorro                | LINEAR                     |
| 33570 -             | 1999 JT30           | 10 mai 1999       | Socorro                | LINEAR                     |
| 33571 -             | 1999 JD32           | 10 mai 1999       | Socorro                | LINEAR                     |
| 33572 -             | 1999 JF32           | 10 mai 1999       | Socorro                | LINEAR                     |
| 33573 -             | 1999 JR32           | 10 mai 1999       | Socorro                | LINEAR                     |
| 33574 -             | 1999 JA33           | 10 mai 1999       | Socorro                | LINEAR                     |
| 33575 -             | 1999 JR33           | 10 mai 1999       | Socorro                | LINEAR                     |
| 33576 -             | 1999 JW33           | 10 mai 1999       | Socorro                | LINEAR                     |
| 33577 -             | 1999 JX33           | 10 mai 1999       | Socorro                | LINEAR                     |
| 33578 -             | 1999 JT34           | 10 mai 1999       | Socorro                | LINEAR                     |
| 33579 -             | 1999 JC35           | 10 mai 1999       | Socorro                | LINEAR                     |
| 33580 -             | 1999 JM35           | 10 mai 1999       | Socorro                | LINEAR                     |
| 33581 -             | 1999 JQ35           | 10 mai 1999       | Socorro                | LINEAR                     |
| 33582 -             | 1999 JJ36           | 10 mai 1999       | Socorro                | LINEAR                     |
| 33583 -             | 1999 JV36           | 10 mai 1999       | Socorro                | LINEAR                     |
| 33584 -             | 1999 JY37           | 10 mai 1999       | Socorro                | LINEAR                     |
| 33585 -             | 1999 JC38           | 10 mai 1999       | Socorro                | LINEAR                     |
| 33586 -             | 1999 JH39           | 10 mai 1999       | Socorro                | LINEAR                     |
| 33587 -             | 1999 JA42           | 10 mai 1999       | Socorro                | LINEAR                     |
| 33588 -             | 1999 JZ45           | 10 mai 1999       | Socorro                | LINEAR                     |
| 33589 -             | 1999 JM46           | 10 mai 1999       | Socorro                | LINEAR                     |
| 33590 -             | 1999 JS46           | 10 mai 1999       | Socorro                | LINEAR                     |
| 33591 -             | 1999 JW46           | 10 mai 1999       | Socorro                | LINEAR                     |
| 33592 -             | 1999 JJ47           | 10 mai 1999       | Socorro                | LINEAR                     |
| 33593 -             | 1999 JT47           | 10 mai 1999       | Socorro                | LINEAR                     |
| 33594 -             | 1999 JN48           | 10 mai 1999       | Socorro                | LINEAR                     |
| 33595 -             | 1999 JC49           | 10 mai 1999       | Socorro                | LINEAR                     |
| 33596 -             | 1999 JM49           | 10 mai 1999       | Socorro                | LINEAR                     |
| 33597 -             | 1999 JQ49           | 10 mai 1999       | Socorro                | LINEAR                     |
| 33598 -             | 1999 JA50           | 10 mai 1999       | Socorro                | LINEAR                     |
| 33599 -             | 1999 JP50           | 10 mai 1999       | Socorro                | LINEAR                     |
| 33600 -             | 1999 JA51           | 10 mai 1999       | Socorro                | LINEAR                     |